# Daniil Tsyplakov
Daniil Tsyplakov (Rusia, 29 de julio de 1992) es un atleta ruso especializado en la prueba de salto de altura, en la que consiguió ser campeón europeo en pista cubierta en 2015.

## Carrera deportiva
En el Campeonato Europeo de Atletismo en Pista Cubierta de 2015 ganó la medalla de oro en el salto de altura, con un salto por encima de 2.31 metros, por delante del italiano Silvano Chesani y del griego Antonios Mastoras, ambos empatados en la plata también con 2.31 metros pero en más intentos.